# Hüttenstollen
Der Hüttenstollen, auch Straßberger Hüttenstollen, war der zentrale Wasserlösungsstollen des Straßberger Bergbaureviers und damit Teil des Unterharzer Teich- und Grabensystems in der Montanregion Harz. Der Stollen, mit einer Teufe von 50 m, hat eine Länge von 750 m. Die Grubenwässer wurden zur Selke gelöst. Das Mundloch liegt nur wenige Meter von der Mündung der Flösse entfernt.

## Geschichte
Bereits vor 1696 wurde mit dem Bau eines tiefen Stollens begonnen. Ziel war die Wasser- und Wetterlösung für die Straßberger Gruben Segen Gottes, Hilfe Gottes, Gott hilft gewiß und Vertrau auf Gott (später Glasebach). Der aus Ilmenau kommende Georg Christoph von Utterodt übernahm 1701 die Leitung der Straßberger Bergwerke. In den nächsten Jahren wurde der Stollen vom Selketal aus vorangetrieben.
Unter Christian Zacharias Koch wurde der mittlerweile Hüttenstollen genannte Stollen ab 1720 stark vorangetrieben. Durch die Anbindung der Hauptstollen südlich von Straßberg wurde der Hüttenstollen zum zentralen Wasserlösungsstollen der Straßberger Gruben Getreuer Bergmann (ehem. Gott hilft gewiß), Glückauf (ehem. Hilfe Gottes) und Zum Schwarzen Hirsch ausgebaut. Die Gruben sind miteinander durchschlägig.
Eine letzte Verlängerung erfolgte von 1848 bis 1856 bis zur Grube Kreuz. 1876 wurde der Stollen aufgegeben.
Die Straßberger Bergwerke wurden 1856 durch die Straßberg-Haynsche Aktiengesellschaft gekauft. Der neue Richtschacht stand durch einen 180 m langen Tagesstollen mit dem Hüttenstollen in Verbindung.

## Heutiger Zustand
Der Stollen verlor durch die Auflassung der Straßberger Gruben seine Funktion und ist teilweise verbrochen. Das gemauerte Stollenmundloch des Hüttenstollens an der Selke ist noch erkennbar. Es fließen noch immer kleinere Mengen Grubenwasser in die Selke. Ebenso wie der Standort des Richtschachts ist der des Hüttenstollens durch ein Hinweisschild (Bergbautanne) gekennzeichnet. Die des Hüttenstollens steht allerdings, einige Meter Luftlinie entfernt, an frei zugänglicher Stelle.